# Jsme fér
Jsme fér je česká kampaň prosazující legalizaci manželství i pro páry stejného pohlaví, a to včetně adopcí. Součástí iniciativy je společenská osvěta, tematizace rozdílů v právech heterosexuálních a homosexuálních dvojic či petice, kterou k lednu 2022 podepsalo přes 154 tisíc lidí. Za kampaní, která vznikla v roce 2017, stojí organizace Amnesty International, Logos Česká republika, z. s., Mezipatra, Prague Pride, PROUD a Queer Geography. Konkrétně například také advokátka Adéla Horáková.
Před parlamentními volbami 2021 kampaň Jsme fér vybízela voliče ke kroužkování férových kandidátů a kandidátek, kteří podle svých vyjádření v nové Poslanecké sněmovně chtěli podpořit manželství pro gay a lesbické páry.